# Церква Вознесіння Господнього (Сухівці)
Церква Вознесіння Господнього в Сухівцях — парафія і храм ПЦУ в селі Сухівцях Скориківської громади Тернопільського району Тернопільської области України. Пам'ятка архітектури місцевого значення.

## Історія церкви
1903 року закінчено будівництво мурованої церкви. До [1918] року належала до парафії Нового Села, згодом відокремилася.
Кількість парафіян: 1844 — 168, 1854 — 205, 1874 — 295, 1884 — 303, 1894 — 416, 1904 — 800, 1914 — 810, 1864 — 253.

## Парохи
- о. Олександр Ловчинський (-1831+, адміністратор)
- о. Павло Гапанович (1831—1833)
- о. Стефан Городецький (1833—1843, адміністратор)
- о. Михайло Глинський (1843—1881+, адміністратор)
- о. Євстахій Курковський (1881—1882, адміністратор)
- о. Іларій Курбас (1882—1894)
- о. Іван Левицький (1894+)
- о. Володимир Кальба (1894—1895, адміністратор)
- о. Онуфрій Зарицький (1895—1917+)
- о. Стефан Тесля (1918—1923+)
- о. Іван Малюца (1924—[1944])
- о. Василь Пойшлий — нині[2]